# Las enfermeras
Las enfermeras fue una serie de televisión, estrenada por la cadena española TVE en 1963.

## Argumento
La serie se centraba, en un tono que mezclaba el humor con el drama, la vida cotidiana de un grupo de jóvenes estudiantes de enfermería y sus no siempre fáciles relaciones con su profesor.

## Reparto
- Paco Morán
- Nuria Torray
- María Massip
- Perla Cristal
- Josefina Jartín